# Hieronymus Noldin
Hieronymus Noldin s.j. (Salorno, 30 januari 1838 - Wenen, 7 november 1922) was een Oostenrijks rooms-katholiek geestelijke en moraaltheoloog.
Noldin studeerde aan de universiteiten van Trente en Innsbruck. In 1863 promoveerde hij in de theologie. In 1865 trad hij in bij de jezuïeten. Hij was enige tijd leraar filosofie te Preßburg alvorens hij in 1875, na habilitatie, ging onderwijzen aan de Universiteit van Innsbruck, waar hij in 1890 werd benoemd als hoogleraar. 
Noldin was auteur van het driedelige Summa Theologiae Moralis. Er was een apart supplement bij uitgegeven dat geheel handelde over het zesde gebod (Gij zult geen onkuisheid doen) en de huwelijksgebruiken (De sexto praecepto et de usu  matrimonii). Dit werk was met meer dan tachtigduizend gedrukte exemplaren het meest verspreide katholieke handboek over seksualiteit ter wereld. In de laatste fase van hun opleiding kregen generaties priesters dit handboek ter bestudering aangeboden. Lange tijd heeft het werk van Noldin gegolden als standaard voor de katholieke moraalleer op het gebied van seksualiteit. Noldin was jarenlang redacteur van het Zeitschrift für katholische Theologie.
- Bibsys: 13045641
- Biblioteca Nacional de España: XX1382752
- Gemeinsame Normdatei: 130307955
- International Standard Name Identifier: 0000 0001 2017 9704
- Library of Congress Control Number: n85340286
- Nationale Bibliotheek van Tsjechië: xx0136813
- Istituto Centrale per il Catalogo Unico: SBLV071510
- Système universitaire de documentation: 163982147
- Trove: 1143262
- Virtual International Authority File: 47865468
- WorldCat: E39PBJpDQqwhfYbR3XPR9mH3cP